# عثمان بن إبراهيم الحقيل
عثمان بن إبراهيم بن عبدالله بن إبراهيم بن سليمان بن محمد الحقيل (1345هـ / 1927م – 22 جمادى الأولى 1392هـ / 1972م) هو قاضي وعالم سعودي بارز، وُلد في المجمعة، وبرز في سلك القضاء والتعليم والدعوة في المملكة العربية السعودية 
. تقلّد مناصب قضائية رفيعة وأسهم في العمل الخيري والإعلام الديني، وله مشاركة فاعلة في تأسيس مؤسسات مجتمعية وتعليمية.

## النشأة والتعليم
نشأ في بيئة علمية بمدينة المجمعة، وتلقى تعليمه الأولي فيها، ثم التحق بمدرسة دار التوحيد في الطائف، ودرس على يد علماء بارزين مثل بهجة البيطار و عبدالرزاق العفيفي والشيخ عبدالله بن صالح الخليفي والشيخ عبدالله المسعري ثم التحق بـكلية الشريعة في مكة المكرمة عام 1369هـ، وكان من أوائل خريجيها والمتفوقين فيها.

## المسيرة المهنية
- 1370هـ: عُيّن قاضياً بالمحكمة المستعجلة في الطائف.
- 1372هـ: عمل معلماً في المعهد العلمي بالرياض وعضواً في دار الإفتاء بتوجيه من الشيخ محمد بن إبراهيم آل الشيخ.
- 1376هـ: تولى رئاسة محاكم المنطقة الشرقية.
- 1386هـ: عُيّن رئيساً لمحكمة الدمام الكبرى مع رئاسته لمحاكم المنطقة الشرقية.
- 1390هـ: أصبح عضواً في هيئة التمييز بمكة.
- 1392هـ: انتقل إلى هيئة التمييز بالمنطقة الوسطى في الرياض.

## الإسهامات العلمية والثقافية
- تعليقات على العقيدة الواسطية
- مذكرات في علم الفرائض
- مقالات في الصحف والمجلات السعودية
- خطب منبرية في جوامع الدمام والظهران والطائف.
- قدّم الشيخ عثمان بن إبراهيم الحقيل في خطابه عام 1384هـ/1965م أمام الملك فيصل نموذجًا مبكرًا للإسهام الديني الوطني، عبّر فيه عن دور العلماء في دعم القيادة الشرعية، والدعوة إلى الإصلاح الاجتماعي والديني، وتعزيز مؤسسات التعليم والدعوة، وكان ذلك في سياق تاريخي كانت فيه المملكة ترسّخ هويتها ونهضتها.
- برنامج وقت للتأمل في تلفزيون الظهران (أرامكو).[4]
- تضمن البث التلفزيوني لقناة الظهران في المنطقة الشرقية خلال أوائل السبعينيات الميلادية بيانات رسمية عن رؤية هلال رمضان، صادرة من محكمة الظهران الشرعية بتوقيع الشيخ عثمان الحقيل بصفته القاضي المسؤول آنذاك.[5]
- برنامج إرشاد وذكرى في تلفزيون الدمام.
- فتاوى شرعية عبر الإعلام

## الإسهامات المجتمعية
- شارك في تأسيس صحيفة اليوم السعودية.
- أسس جمعية تحفيظ القرآن الكريم بالمنطقة الشرقية وكان أول رئيس لها.[6]
- تعاون مع شركة أرامكو في المجالات الدعوية والشرعية.[7]
- علاقات وثيقة مع المسؤولين والمثقفين، أبرزهم الأمير سعود بن جلوي، أمير الشرقية.

## الوفاة
توفي صباح يوم الاثنين 22 جمادى الأولى 1392هـ الموافق 4 يوليو 1972م في حادث مروري أثناء انتقاله من الطائف إلى الرياض لتولي منصبه الجديد في هيئة التمييز. وقع الحادث قرب الدوادمي، ودفن فيها، وقد شيّعه جمع غفير من العلماء والطلاب من مختلف مناطق المملكة.